# Siegen (Németország)
Siegen város Németországban, Észak-Rajna-Vesztfáliában. Itt található az egykori nassau-siegeni fejedelmek két kastélya, és – 1892 óta – Vilmos császárnak Reusch által mintázott lovasszobra.

## Fekvése
Kölntől keletre, a Sieg partján, a Rothaar-hegység délnyugati nyúlványainál fekvő település.

## Történelme

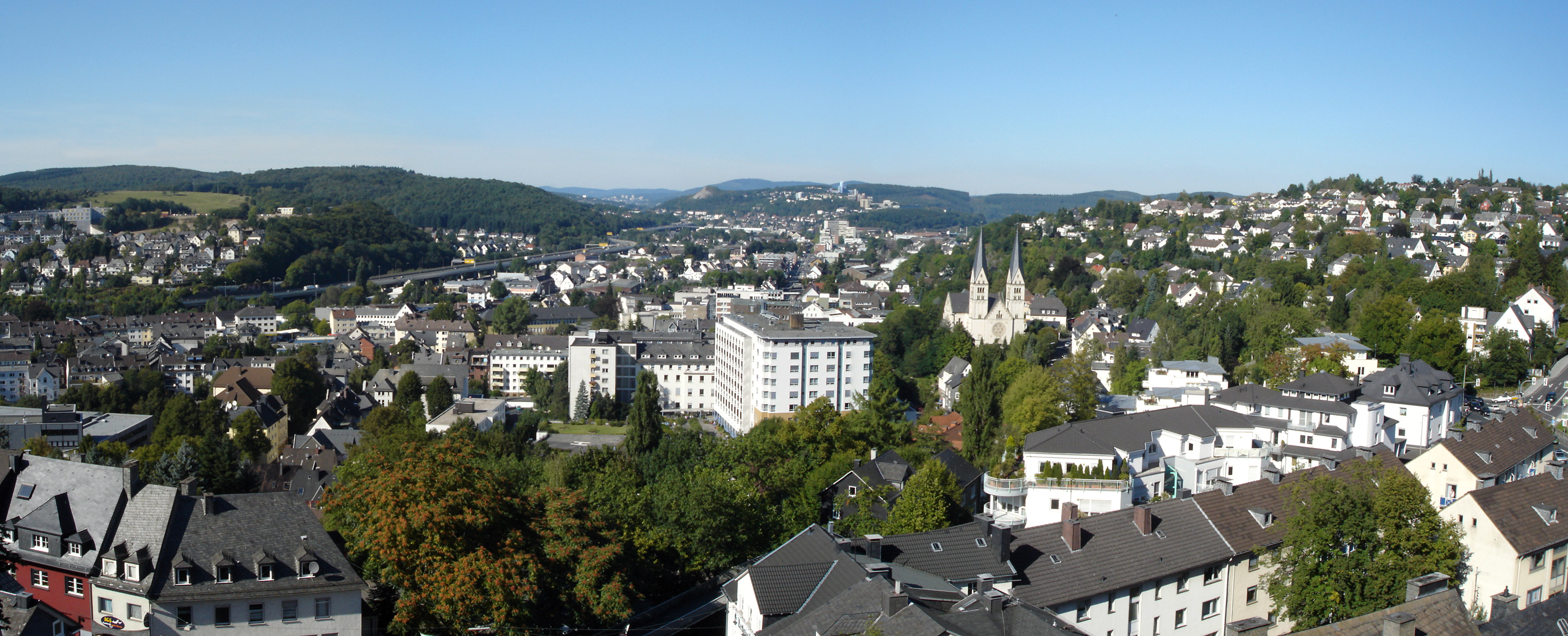
Siegen látképe

A város a sok völgy szabdalta Siegerland székhelye, melyet „hét dombra épült város”-nak is neveznek. A város a folyó völgyének ipari és kereskedelmi központja.
A Westerwald és Rothhaargebirge közt fekvő vidék egykoron Siegen fejedelemség volt, amely 1255-től a nassaui hercegi családnak volt a tulajdona. 1607-től külön szakadt Nassautól és 1806-ban Berg nagyhercegséghez csatolták. 1813-ban az orániai hercegnek itélték oda, aki 1815-ben átadta Poroszországnak.
A város a 19. század közepétől indult erőteljes fejlődésnek, elsősorban a környék gazdag érclelőhelyei következtében. A második világháborúig jelentős vasércbányászata és kohóipara volt, amely azonban a háború következtében 80%-ban elpusztult. A háború után leginkább a vasfeldolgozó ipara fejlődött.
A város legérdekesebb látnivalója a Nassau-Sieben grófok kastélya. A Felső-kastélyban (Oberes Schloss) 1623-tól, a dinasztia kettészakadásától a katolikus ág, míg az Alsó-kastélyban (Unteres Schloss) a protestáns ág lakott. Itt található a család látványos sírboltja is. A 16.–18. században épült Felső-kastély a város fölé magasodó Sieberg csúcsán áll, teraszáról szép kilátás van a városra.
A kastélyban elhelyezett Siegerland múzeumban  látható néhány szép Rubens festmény is. Rubens szüleit ugyanis Siegenbe száműzték, a nagy németalföldi festő itt született 1577-ben. Születésének dátumát a Városházán emléktábla örökítette meg.
Templomai közül a kupolával fedett, hatszögletű, román stílusú Miklós templom a 13. századból való. Késő gótikus tornya 1455–1464 között épült. A Márton-templom a 13.–16. század között épült, benne ezeréves mozaikpadló látható.

## Nevezetességek
- Nassau-Siegen grófok kastélya
- Siegerland múzeum - a kastélyban található.
- Városháza (Rathaus)
- Miklós templom
- Márton templom

## Galéria

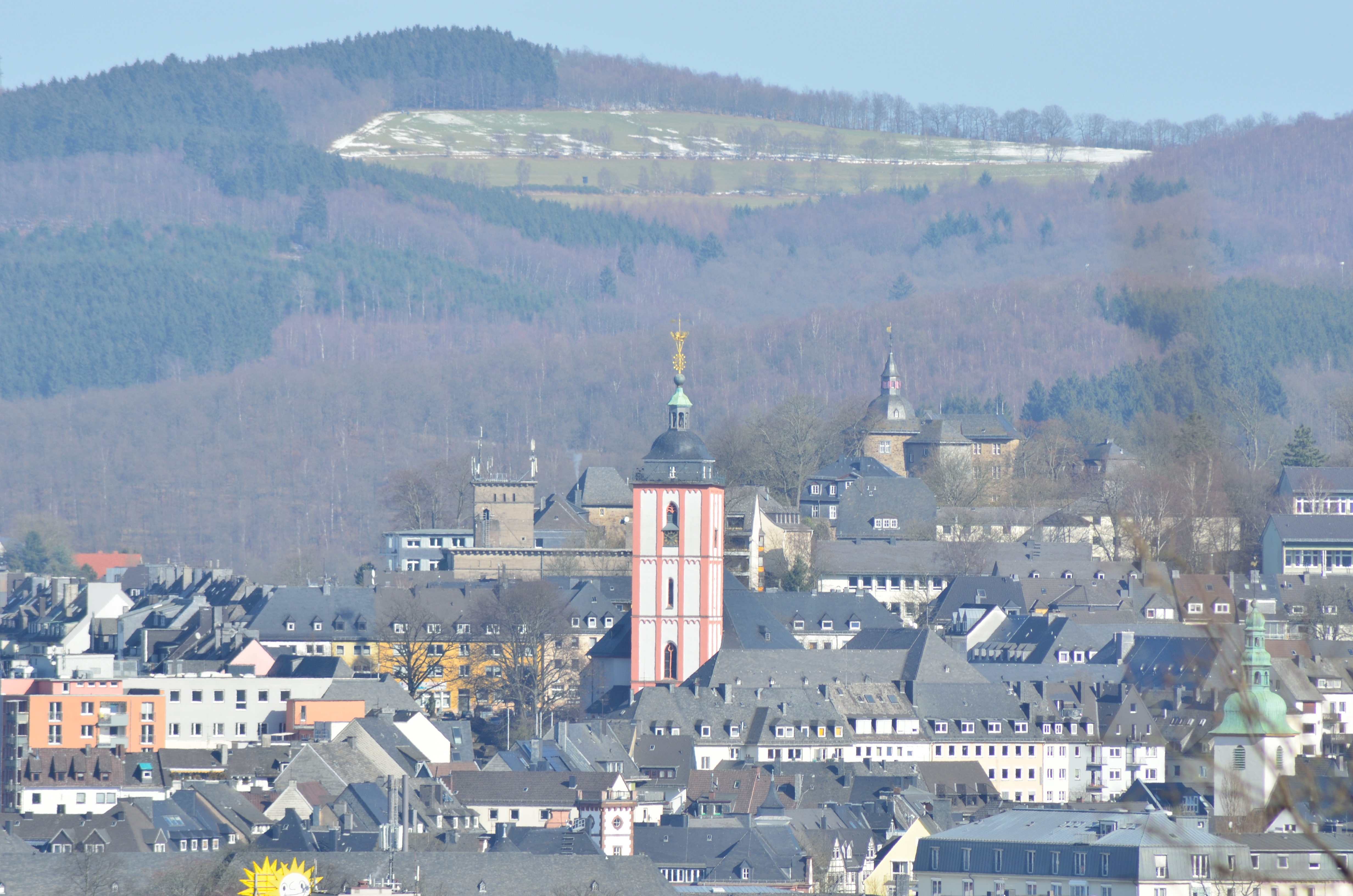
Siegen látképe
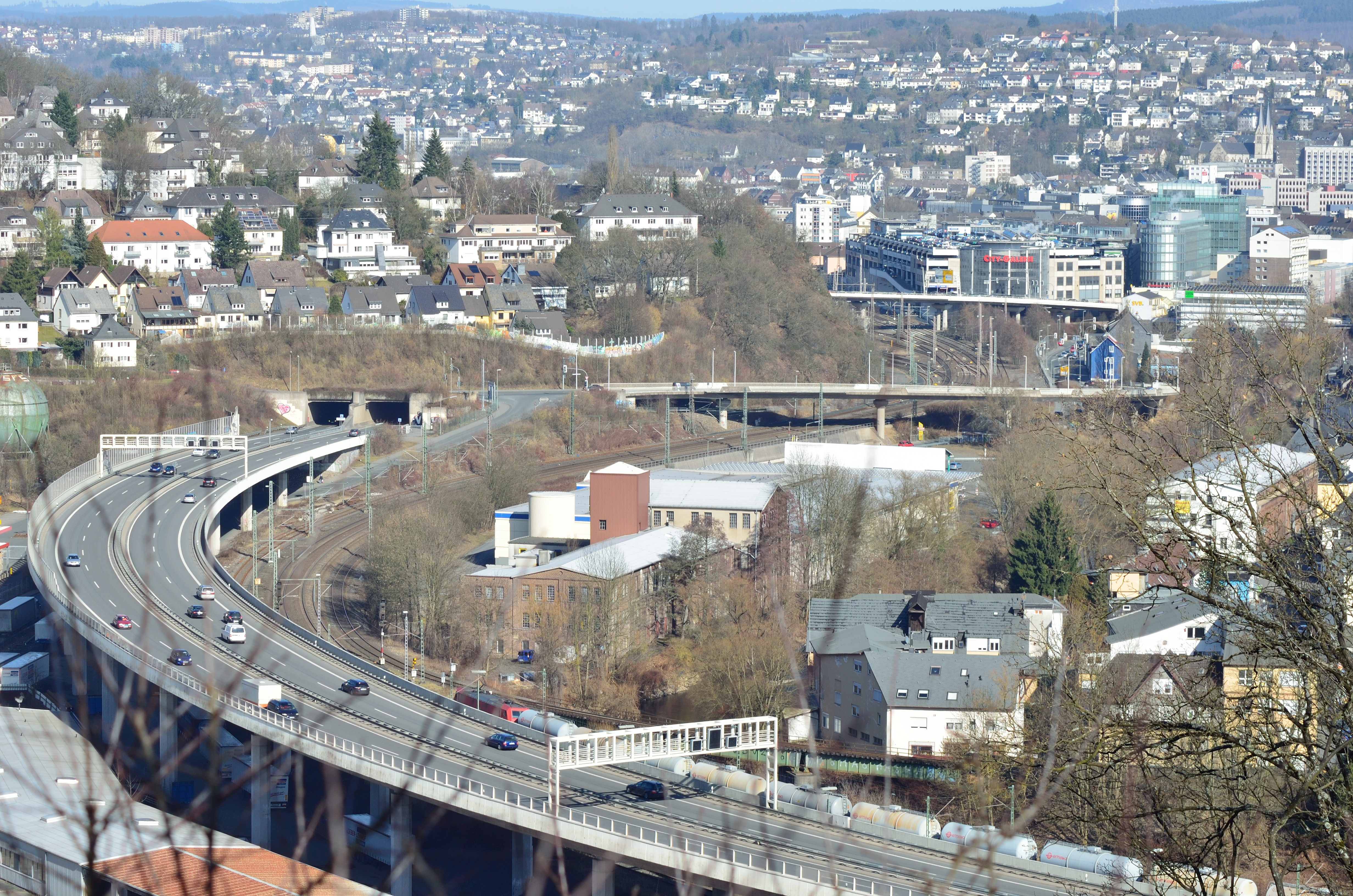
Siegen látképe
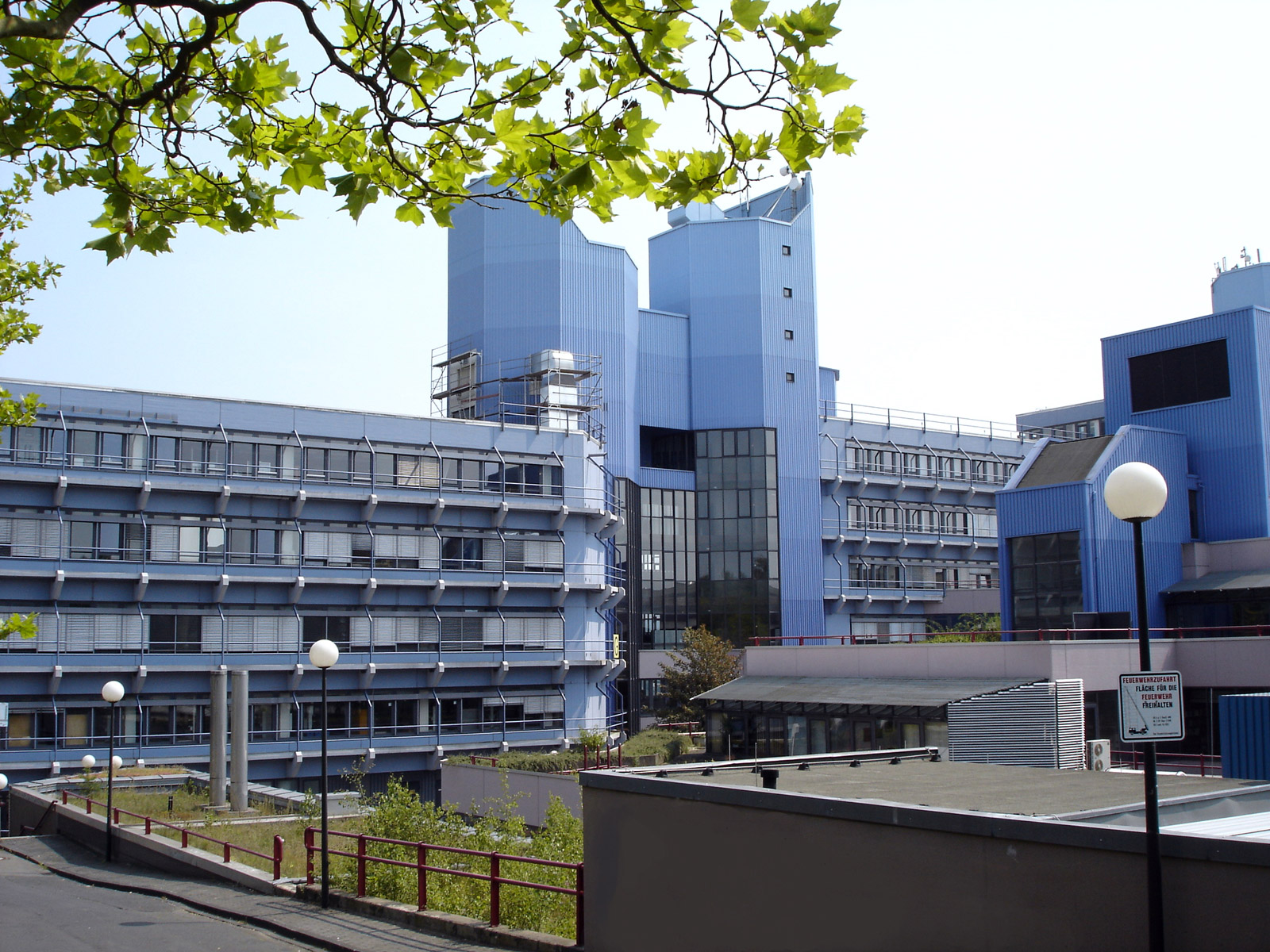
Siegen, egyetemi campus
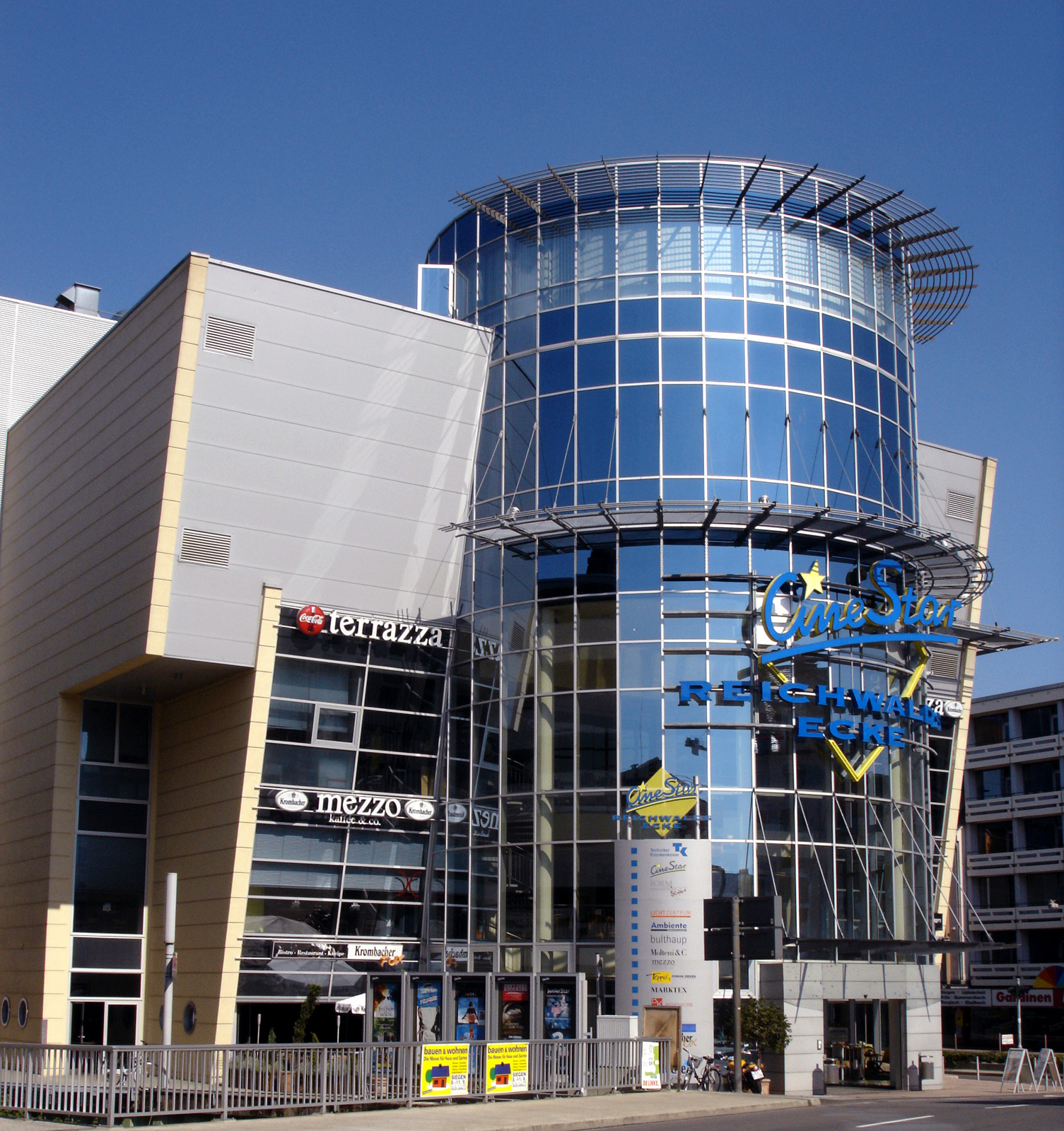
Siegen, Reichwalds Ecke
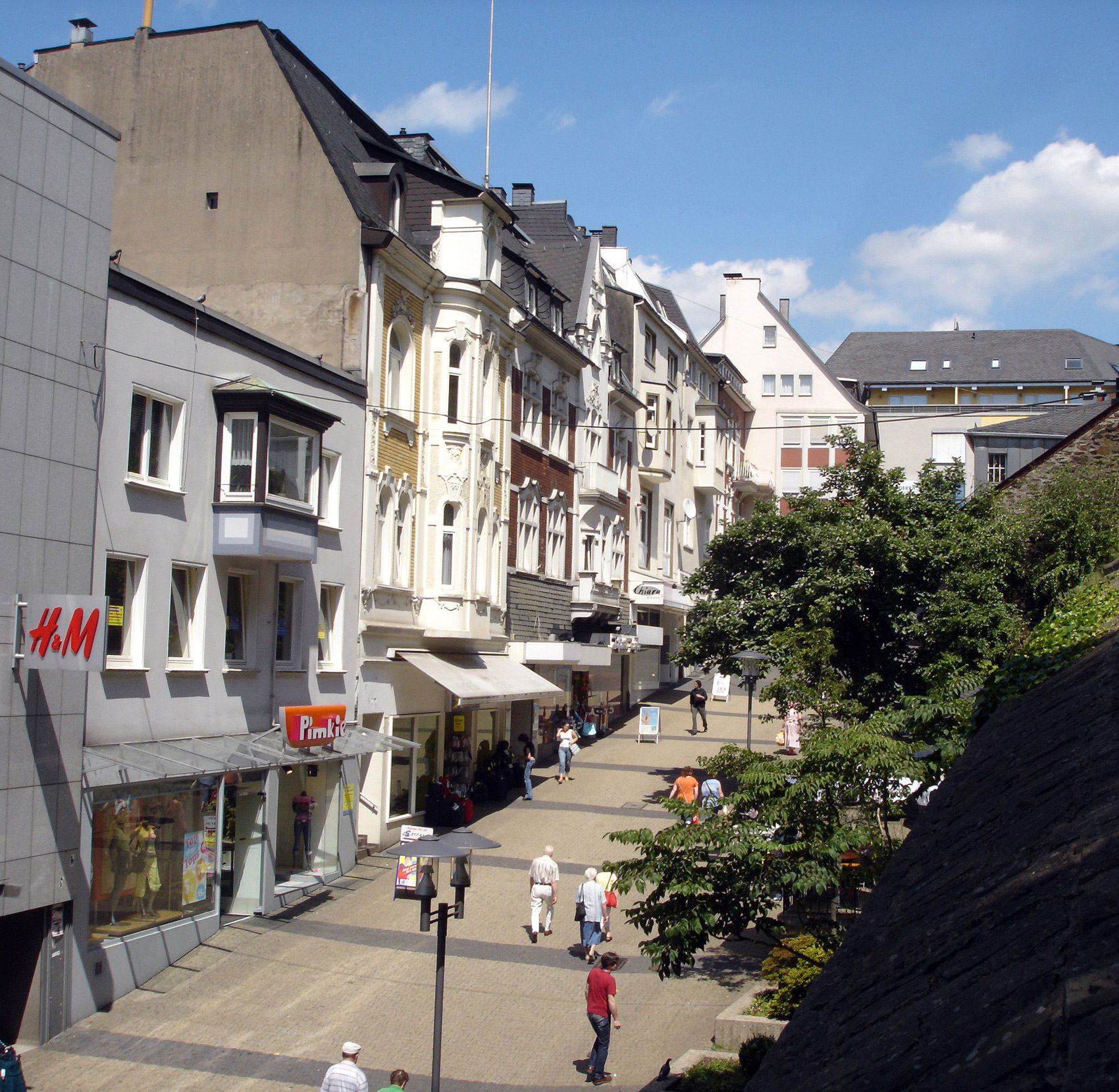
Utcarészlet
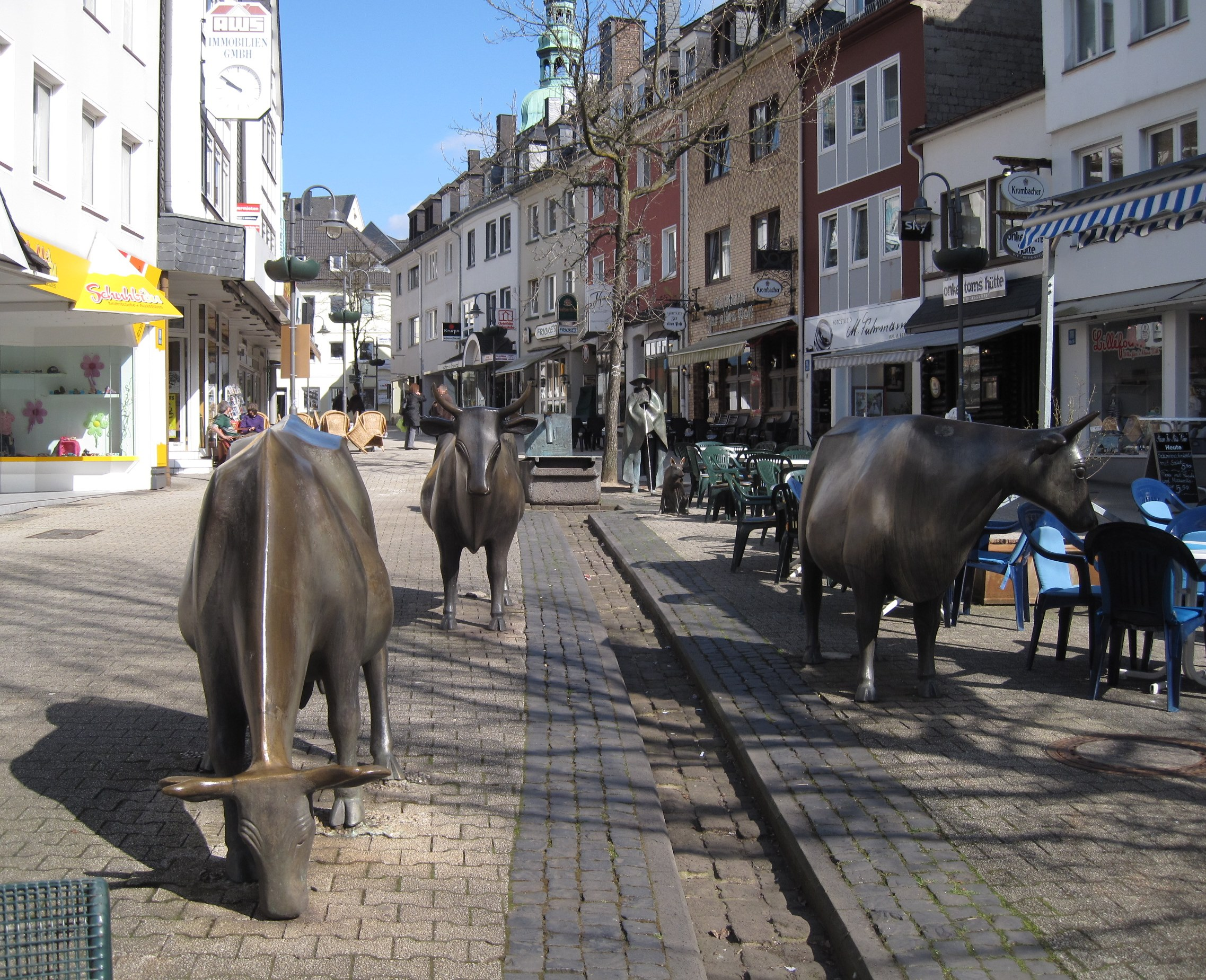
Siegen, részlet
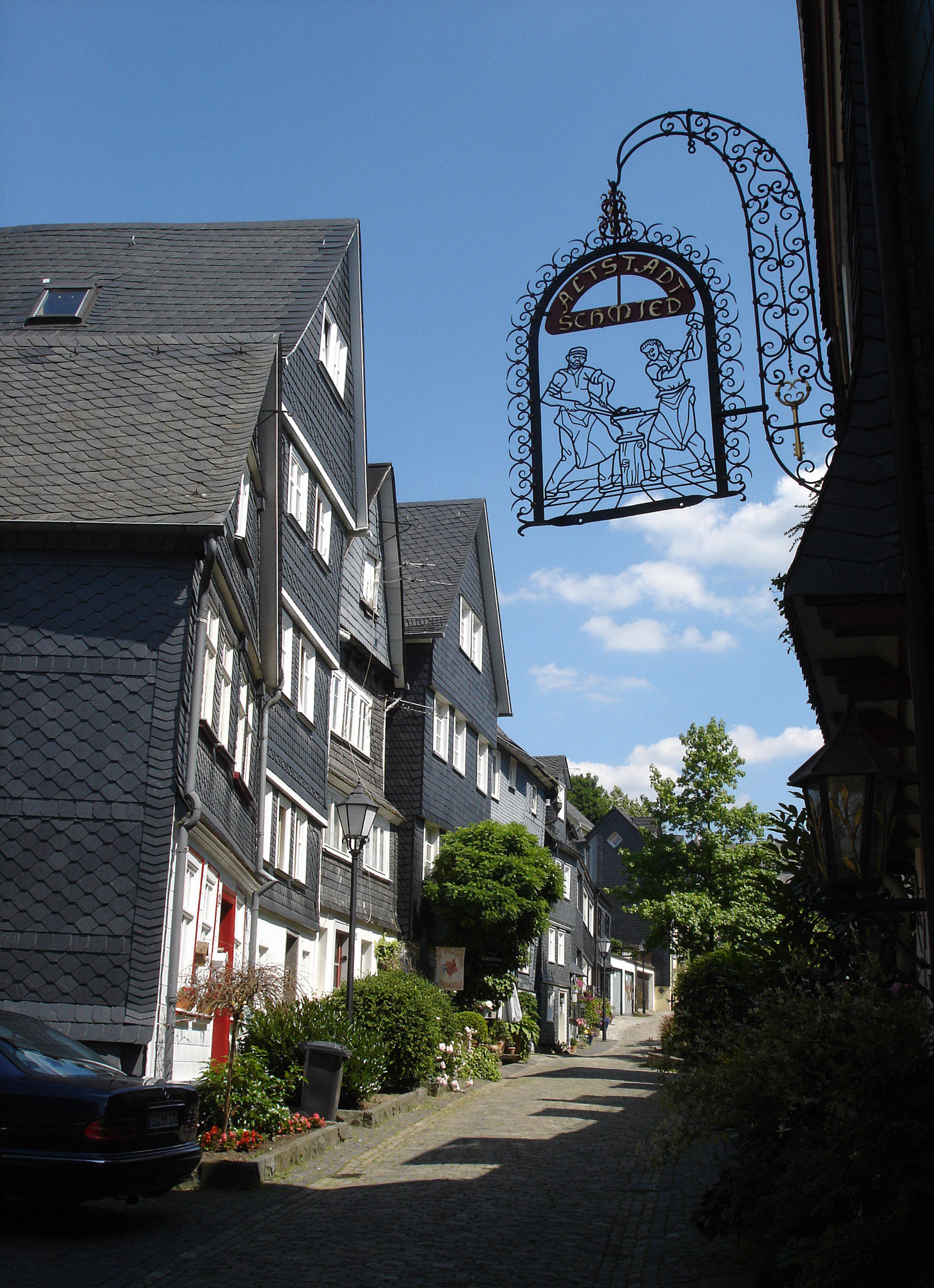
Siegen, óváros
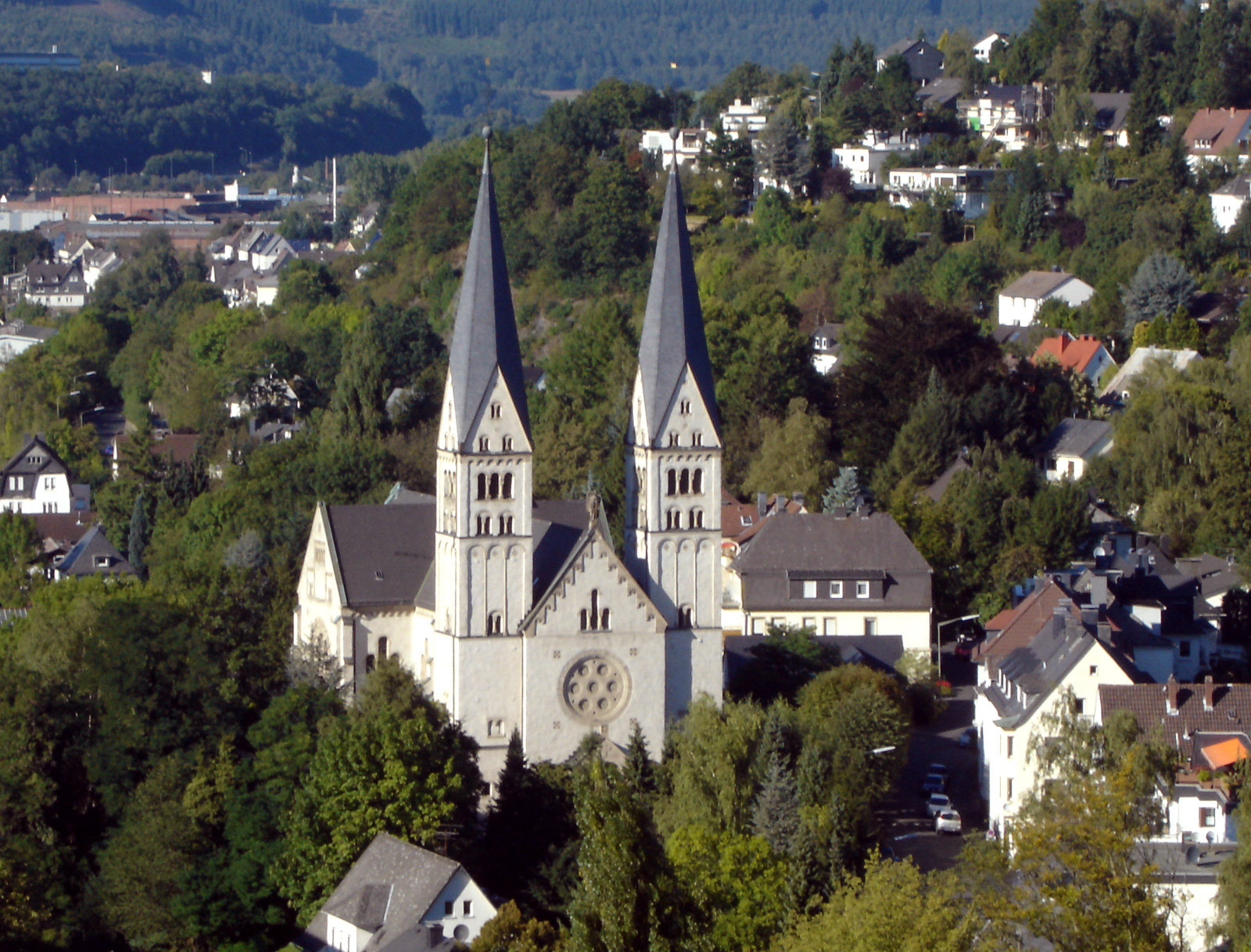
Szt. Mihály-templom

## Kastélyok és Rubens múzeum

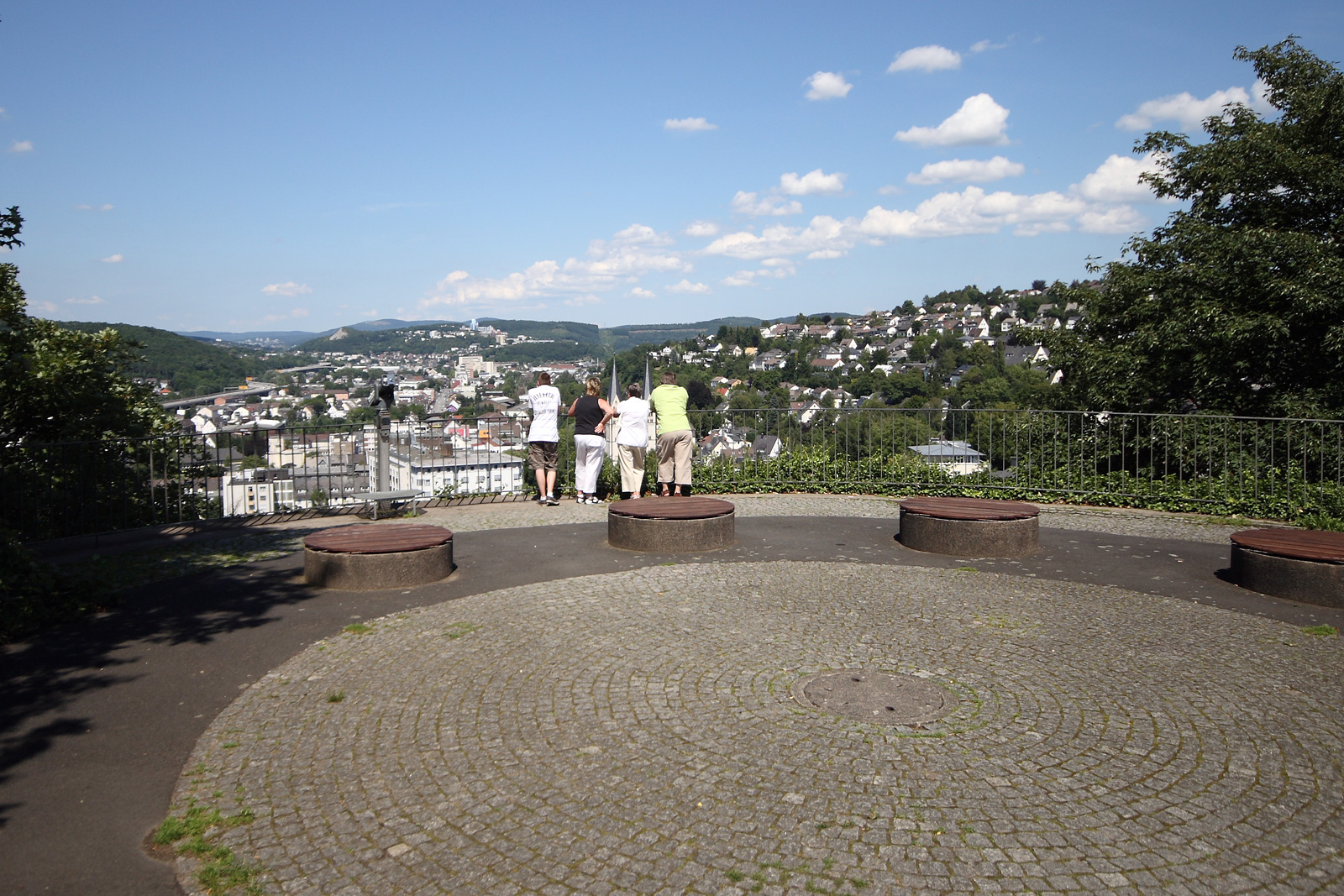
Kilátás a városra a Felső-kastély teraszáról
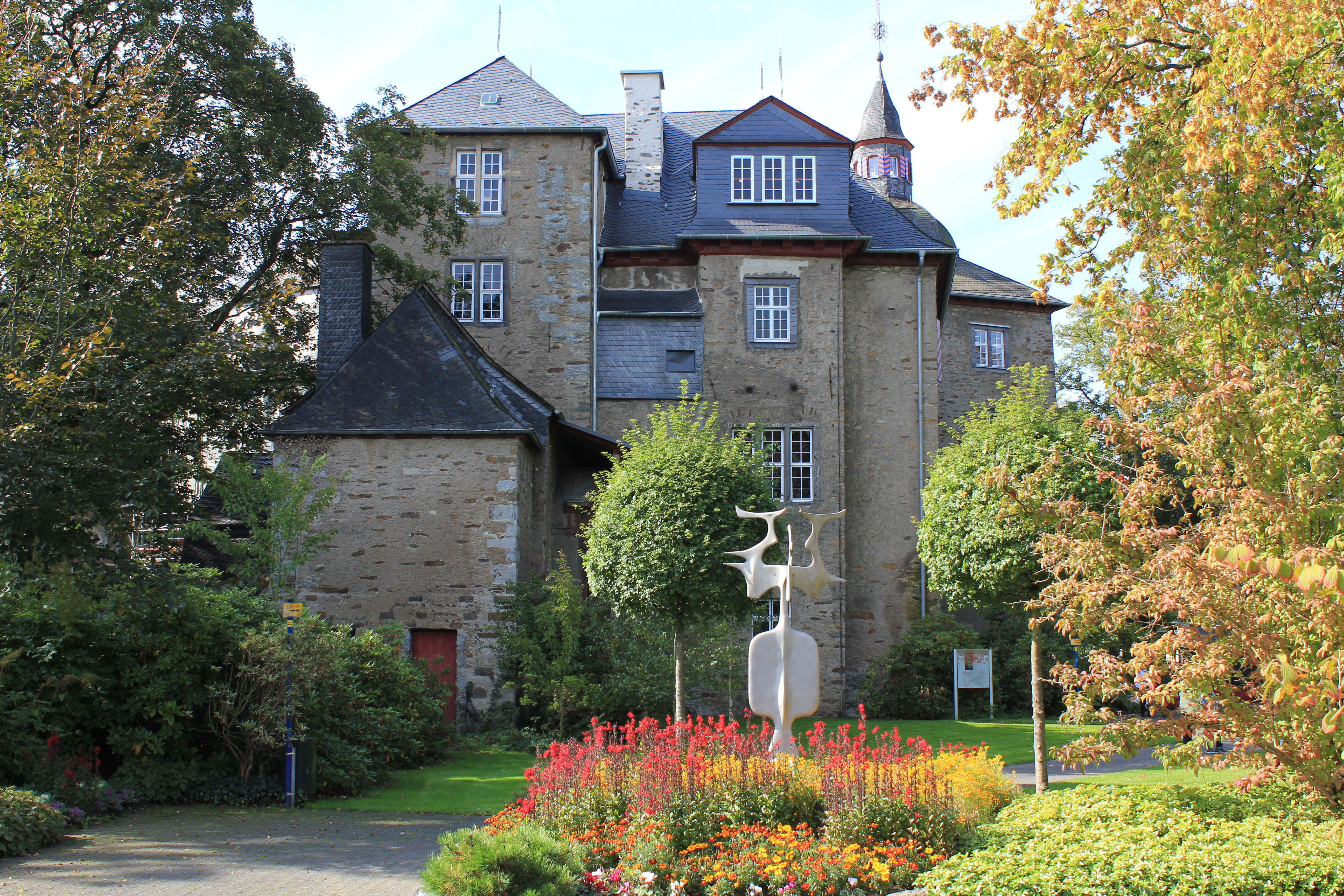
Felső-kastély
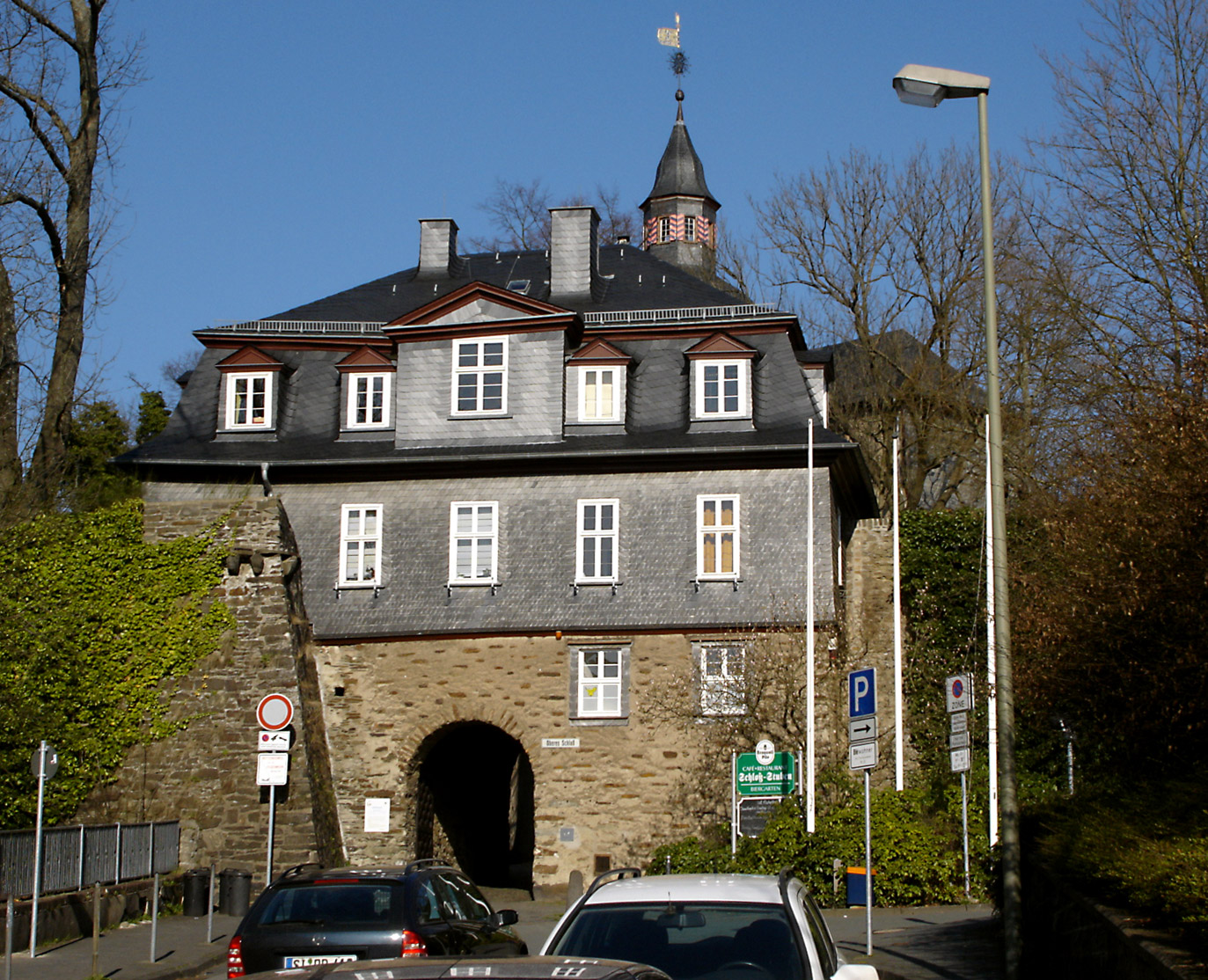
Felső-kastély
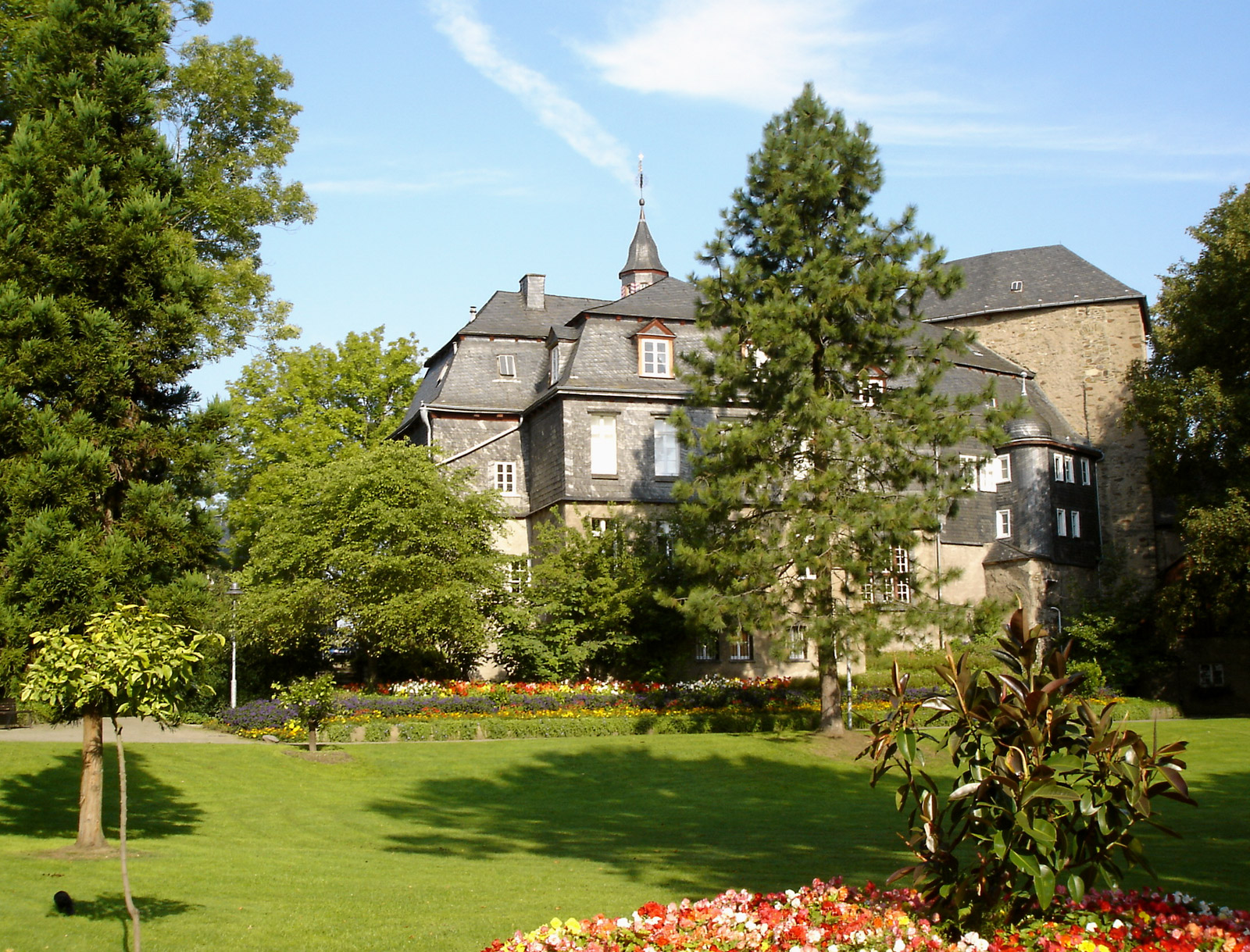
a Felső-kastély parkja
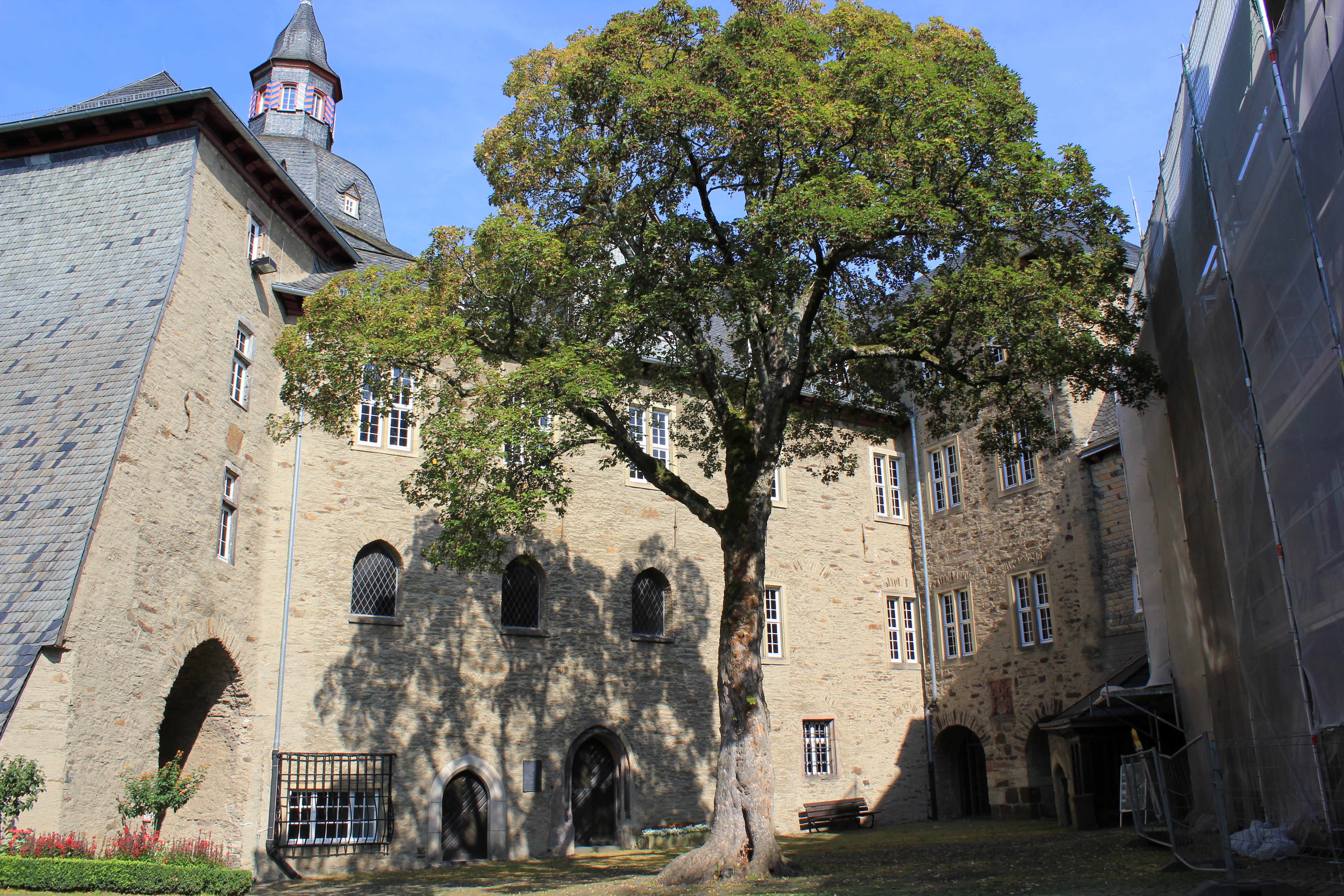
Vártér
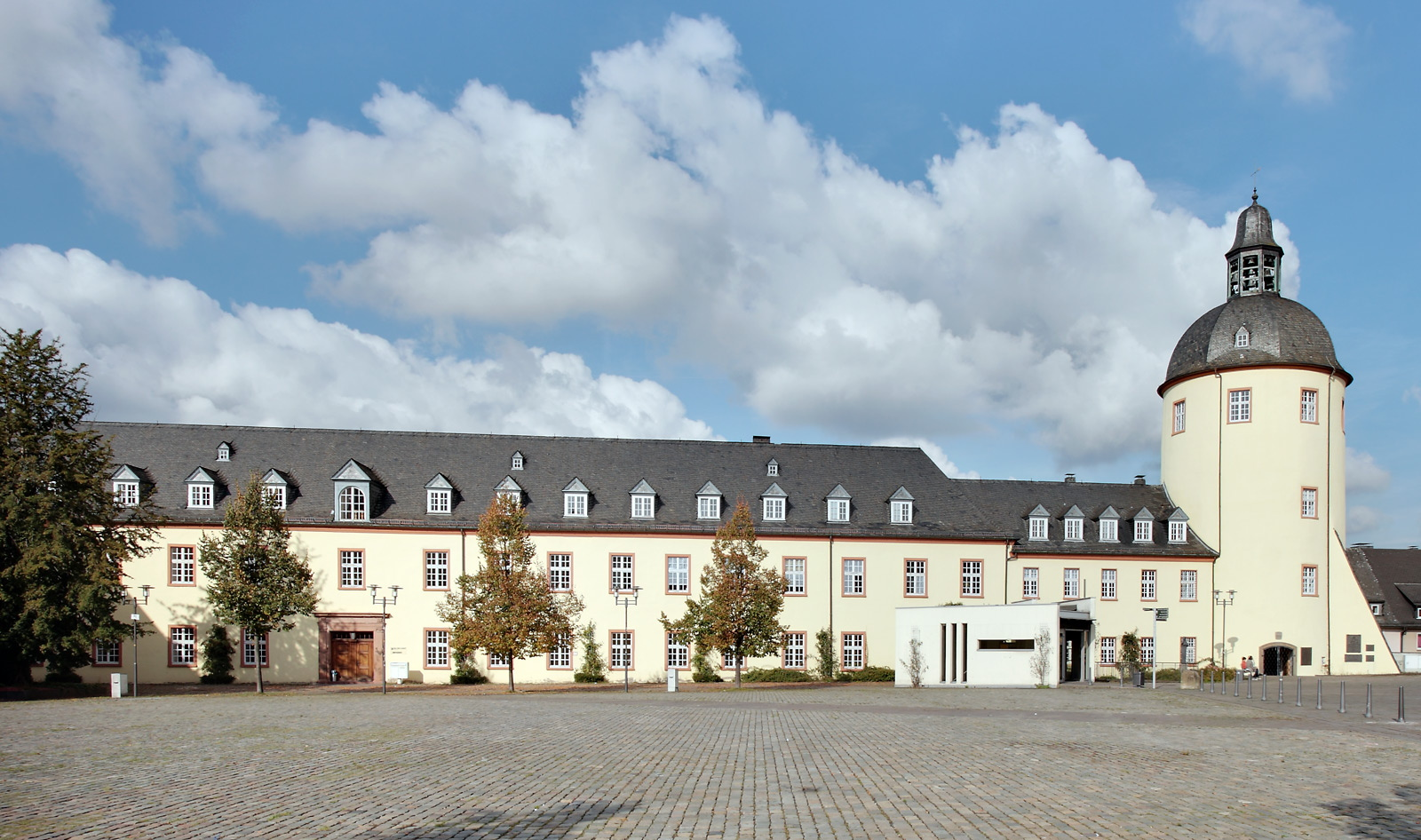
Alsó-kastély
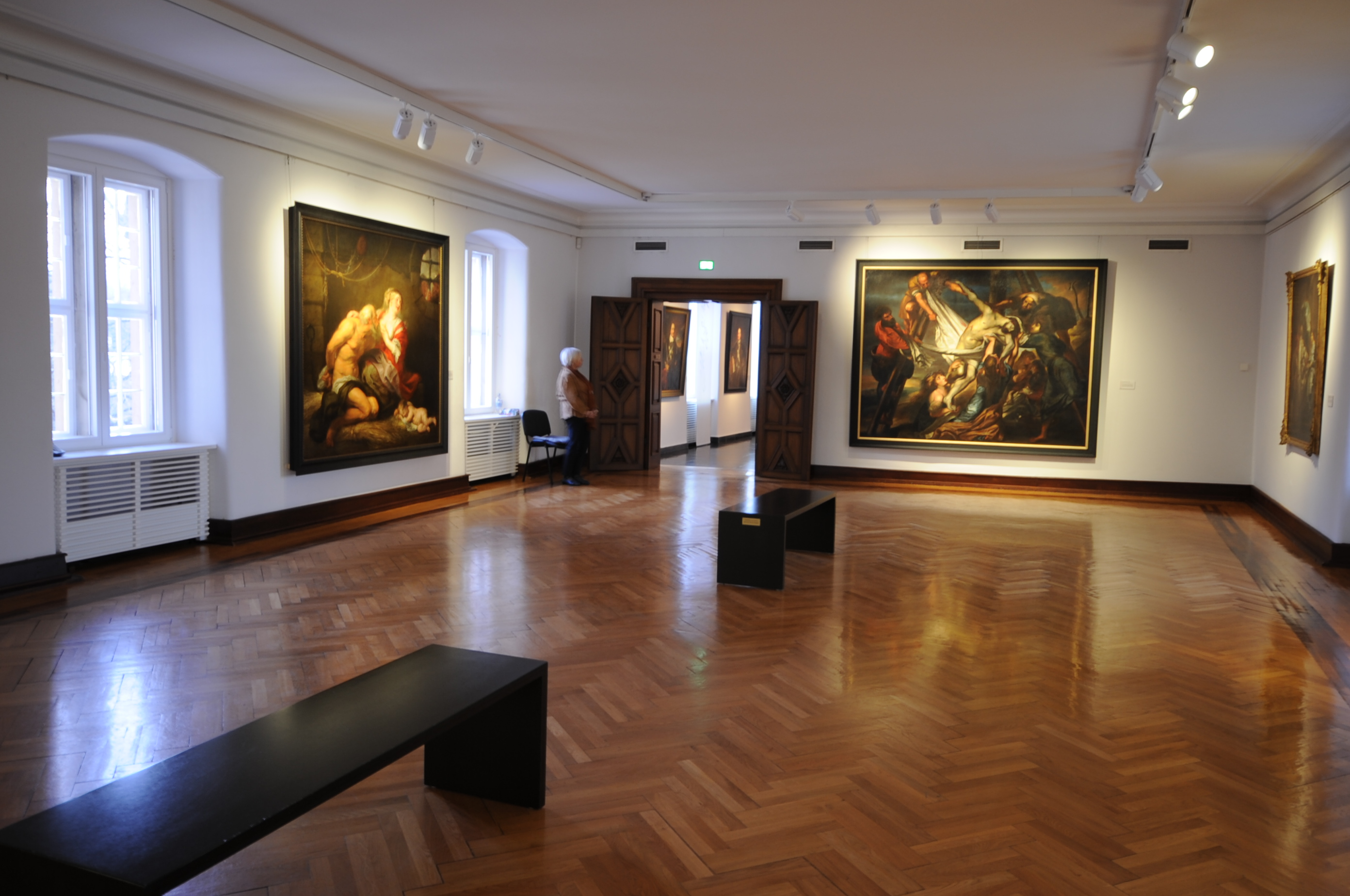
a Rubens-terem a Siegerlandi múzeumban
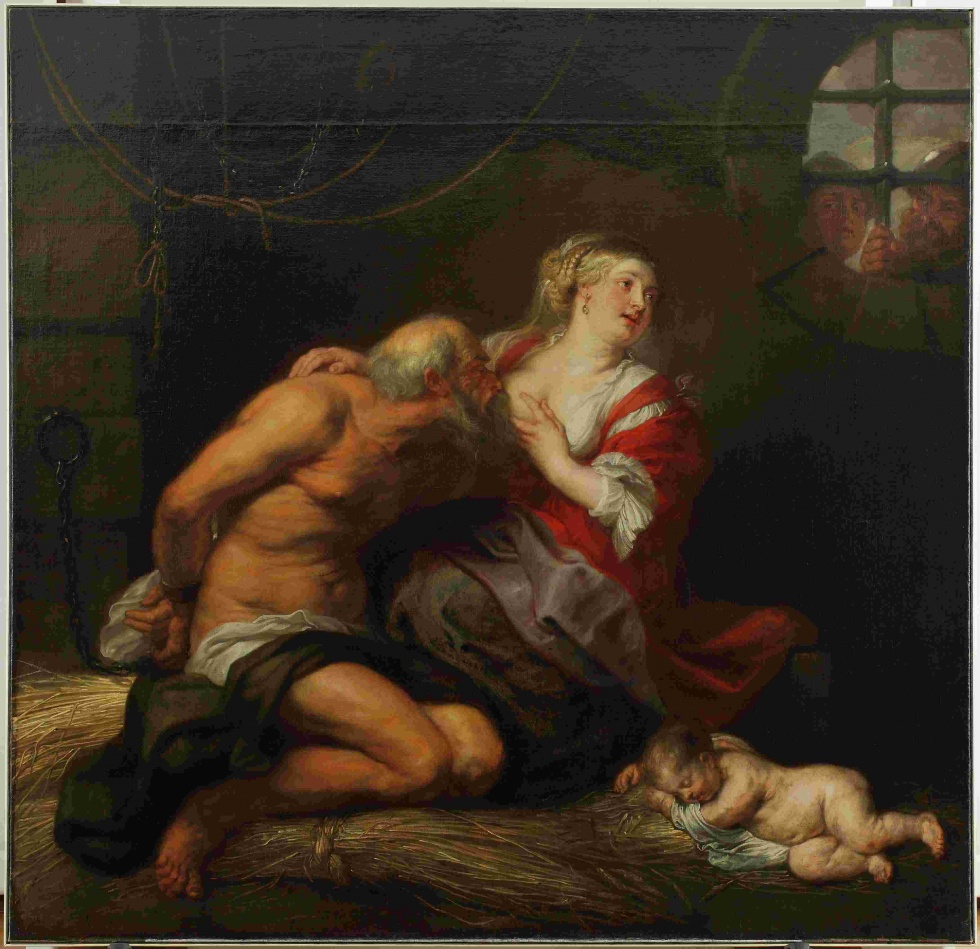
Rubens Caritas Romana

## Itt születtek, itt éltek

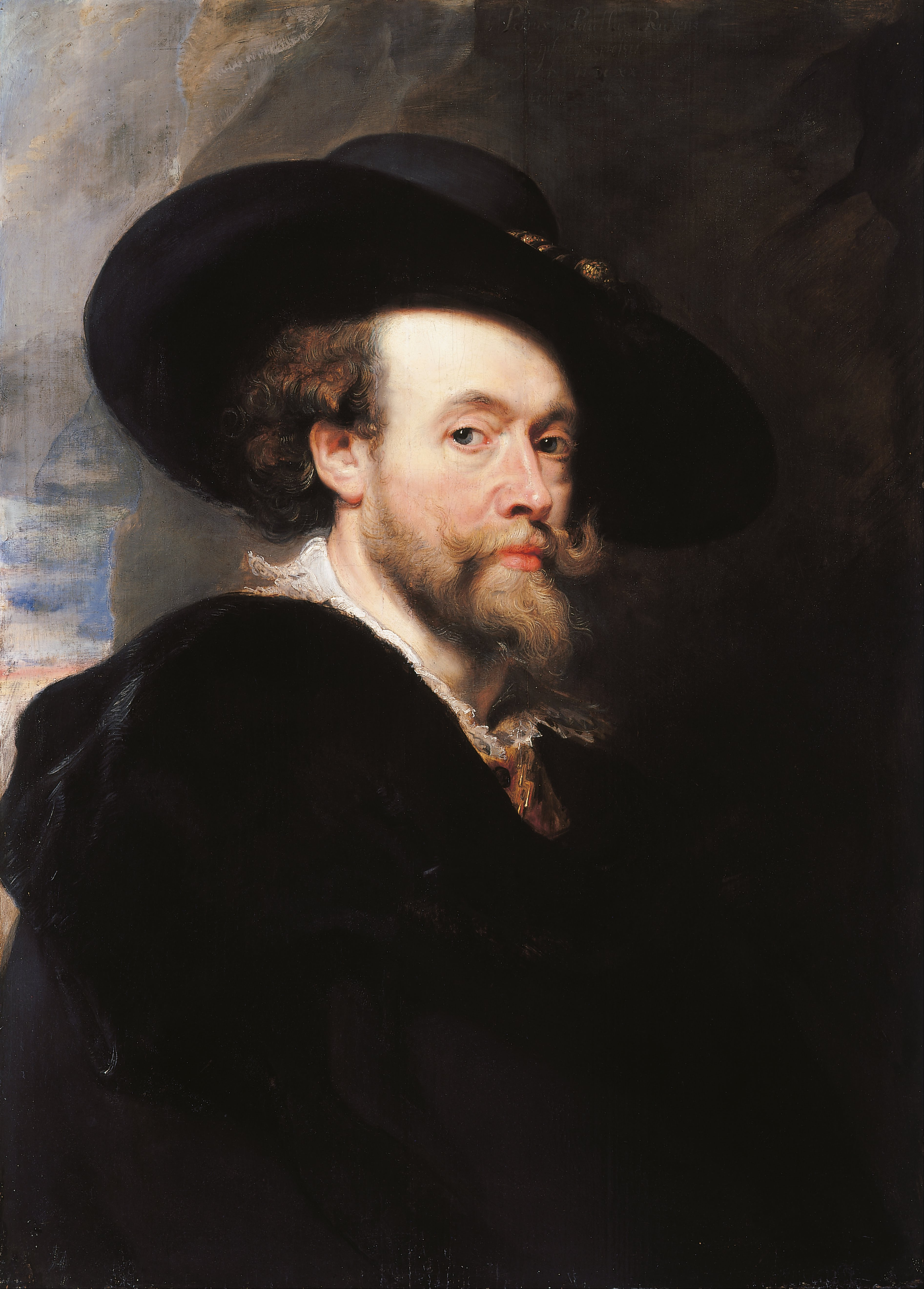
Rubens (1577-1640)

- itt született Peter Paul Rubens, a nagy németalföldi festő.